# Angelo Niculescu
Angelo Niculescu (ur. 1 października 1921 w Krajowej, zm. 20 czerwca 2015 w Bukareszcie) – rumuński piłkarz występujący na pozycji pomocnika. Trener piłkarski.

## Kariera piłkarska
W swojej karierze Niculescu reprezentował barwy zespołów FC Craiova, Carmen Bukareszt, Ciocanul Bukareszt oraz Dinamo Bukareszt.

## Kariera trenerska
Jako trener Niculescu sześciokrotnie prowadził Dinamo Bukareszt i dwa razy zdobył z nim mistrzostwo Rumunii (1955, 1965). Oprócz tego trenował Steauę Bukareszt, Tractorul Braszów, Sportul Studențesc, Politehnikę Timișoara, SC Bacău, Universitateę Kluż oraz Oțelul Gałacz.
W latach 1967–1972 był też selekcjonerem reprezentacji Rumunii. W roli tej zadebiutował 25 czerwca 1967 w przegranym 0:1 meczu eliminacji Mistrzostw Europy 1968 z Włochami. W 1970 roku prowadzona przez niego kadra Rumunii wystąpiła na mistrzostwach świata. Rozegrała na nich 3 spotkania: z Anglią (0:1), Czechosłowacją (2:1) i Brazylią (2:3), po czym odpadła z turnieju po fazie grupowej.
Drużynę narodową Niculescu poprowadził łącznie w 40 spotkaniach, z których 12 było wygranych, 17 zremisowanych i 11 przegranych.